# Abdulkadir Tuncer

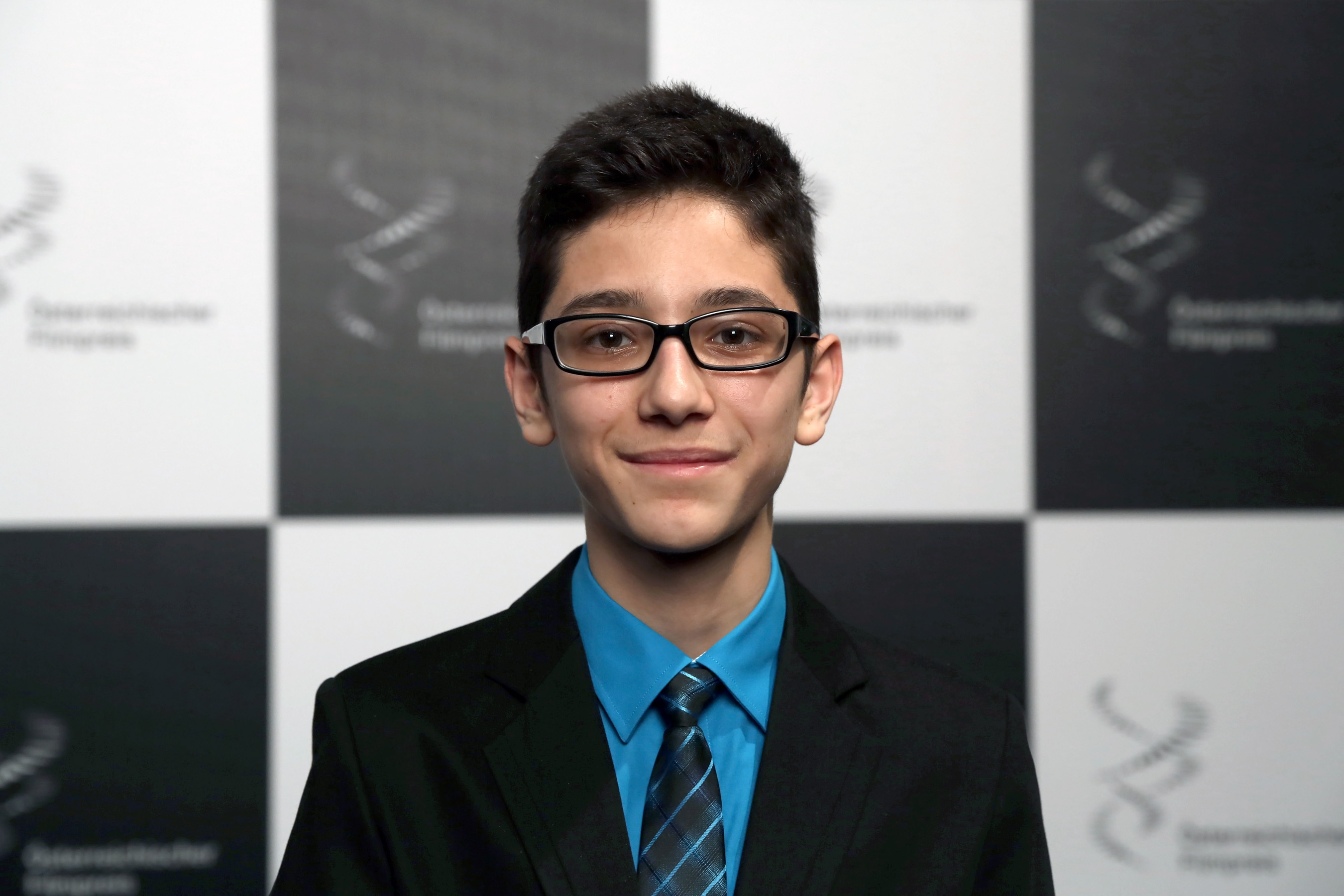
Abdulkadir Tuncer (2014)

Abdulkadir Tuncer (* 1998 oder 1999) ist ein österreichischer Schauspieler mit türkischen Wurzeln.

## Werdegang
Tuncer ist Sohn türkischer Eltern und lebt in Wien. Seine 4-köpfige Familie wanderte 2002 aus Konya nach Österreich aus.
2012 spielte er unter der Regie von Hüseyin Tabak die Hauptrolle in dem Drama Deine Schönheit ist nichts wert. Für seine Darstellung des Flüchtlingsjungen Veysel wurde er beim Türkischen Filmpreis 2012 als bester Hauptdarsteller und beim Ankara International Film Festival 2013 als bester Jungdarsteller ausgezeichnet, zudem war er für den Österreichischen Filmpreis 2014 nominiert.
2013 spielte er in der Tatort-Folge Angezählt von Regisseurin Sabine Derflinger den zwölfjährigen Mörder Ivo Radnev. 2016 folgte mit der Verkörperung des Teenagers Mikhail in Film Geschwister des Regisseurs Markus Mörth, seine dritte Hauptrolle.

## Filmografie
- 2012: Kuma
- 2012: Das Pferd auf dem Balkon
- 2012: Deine Schönheit ist nichts wert
- 2013: Tatort: Angezählt
- 2016: Geschwister